# 방석호
방석호(方碩晧, 1957년 ~ )은 대한민국의 대학 교수이다. 홍익대학교 법과대학 교수와 아리랑국제방송 사장을 지냈다.

## 생애
경기고등학교, 서울대학교 법대 출신으로 미국 듀크 대학교에서 법학 석·박사 과정을 밟았다. 홍익대학교 법학과 교수, 한국정보법학회장과 KBS 사외이사, 정보통신정책연구원장 등을 두루 역임하며 정보통신·언론법 전문가로 자리매김 했다. 이명박 정권 시절 여당의 추천으로 KBS 이사를 거쳐 정보통신정책연구원장을 지냈다.
2014년 12월 아리랑국제방송 사장으로 취임한 후에는 UN채널 진입이라는 새로운 목표를 제시했다. 프로그램 개편과 비전 전환을 단행하며 취임 후 8개여월 만에 아리랑국제방송을 미국 뉴욕 유엔 본부의 공식 채널로 편입시키는 성과를 냈다. 그러나 이러한 표면적인 성과의 이면에는 연간 60억~70억에 달하는 고질적인 적자 경영이 있었으며, 임기 내내 비정규직 및 부당해고 논란에 시달리며 결코 건실한 경영 성과를 냈다고 보기에는 힘든 측면이 많다.
2015년 해외 출장 중 가족을 동반한 개인적 용도의 법인카드 사용 및 공금 유용 의혹과 관련해 2016년 2월 사의를 표명했다.

## 학력
- 경기고등학교
- 서울대학교 법학 학사
- 서울대학교 대학원 법학 석사 과정 수료
- 듀크 대학교 대학원 법학 석사 졸업
- 듀크 대학교 대학원 법학 박사 졸업

## 경력
- 1988년 4월 ∼ 1991년 2월: 정보통신정책연구원 연구위원
- 1993년 ~ 2014년: 홍익대학교 법과대학 교수
- 1998년 12월 ∼ 2006년 7월: 외교통상부 통상교섭본부 자문위원
- 2004년 11월 ∼ 2005년 11월: 사이버커뮤니케이션학회 회장
- 2006년 3월 ∼ 2008년 11월: 한국정보법학회 회장
- 2006년 9월 ∼ 2008년 8월: KBS 한국방송 이사
- 2008년: 제9대 정보통신정책연구원 원장
- 한국국제방송교류재단 사장
- 2014년 12월 ~ 2016년 2월: 아리랑국제방송 사장